# Jötnar

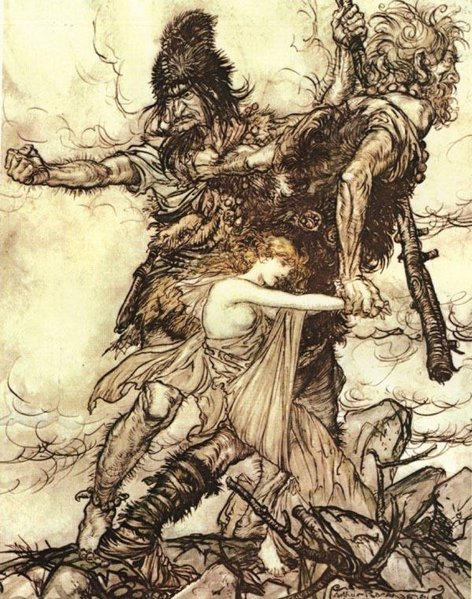
Jötnar Fáfnir a Fasolt chytají Freyu na ilustraci Arthura Rackmana k Prstenů Nibelungů Richarda Wagnera

Jötnar či thursar jsou démoničtí protivníci bohů v severské mytologii. Ač je jejich označení zpravidla překládáno jako obři, ne všichni se vyznačují nadměrnou velikostí. Mezi nejznámější jotuny patří Loki, Ymir, Aegir, Skadi a Mími, jejich jmen a příběhů o nich je však zachována celá řada. Domovem je jim místo nazýváné Jötunheim či Útgard. Ohnivými jotuny a jejich vůdcem Surtem je obýván Múspellheim.
Jako protivníci bohů jsou zpravidla líčeni negativně a spojováni například s ničivou silou živlů, nebezpečím, nemocemi a klamem, někdy mívají podobu monster. Zpravidla však mají lidskou podobu a jsou popisováni jako společensky organizovaní, žijící v rodinách a rodech, uznávající sliby, smlouvy a zákony msty, přátelství a pohostinnosti. Existují také příběhy o jejich přátelství či příbuzenství s bohy, například Skadi je řazena jak mezi jotuny, tak mezi ásynje – bohyně. Jako celek přes některé své pozitivní vlastnosti a řadu osobních rysů nebyly pokládani za bohy.
Zároveň jotunové někdy splývají s dvergar – trpaslíky. Trpaslíci Durnir nebo Fjalarr a Galarr se objevuje ve výčtu jmen jotunů, v tomto ohledu je nejasná také přirozenost Fáfnira. Trpaslík Miodvitnir je zas otcem jotuna Sokkmimira.

## Terminologie
Tyto bytosti jsou v severské mytologii nazývány mnoha jmény, další varianty pak vznikají zjednodušeným zápisem některých písmen, především þ.
Jméno jötnar (jotnar, jotunové) je plurálem od slova jötunn (jottun, jotun). Objevuje se ve složeninách leirjötnar „hlinění jotunové“ nebo eldjötnar „ohniví jotunové“, které označuje Surta a obyvatelé Múspelheimu. Je odvozováno od pragermánského *etaną „jíst“ a má poukazovat na žravost těchto bytostí či jejich lidožroutství. Jméno þursar (thursar/tursar, thursové/tursové) je plurálem od slova þurs (thurs/turs) a objevuje se ve složeninách hrímþursar „mraziví/jinovatkoví thursové“ a vindþursar „větrní thursové“. Může se jednat o jméno neznámého předgermánského národa, souviset se slovesem „hlučně se vrhat vpřed“ nebo s tělesnou silou. Jméno risar je plurálem od slova risi a objevuje se ve složenině bergrisar „horští risar“. Risi může znamenat „démon žijící v horách“ nebo „vysoký jako hora“. Pro bytosti ženského rodu je užíváno také gýgjar (gýgr) a íviðjur (íviðja). Označením pro jotuna je i slovo troll, které stále přetrvává v skandinávském folklóru.

## Mýty

### Počátky
Na počátku světa vznikl z chladu Niflheimu a žáru Múspellheimu Ymir, praotec hrímthursů, který byl zabit bohy Ódinem, Vilim a Véem. Po stvoření světa z jeho těla bylo dáno území k obývání jotunům jak popisuje Gylfiho oblouznění:
| „ | Kterak byla uzpůsobena země? Vysoký odpovídá: Zvenčí je do kruhu a kolem ní se rozkládá hluboké moře. Kraje při pobřeží dali do obývání obřím rodům. Uvnitř země pak postavili kolem celého světa na ochranu před obry val. K jeho-stavbě použili řas obra Ymiho a hradiště nazvali Midgard. | “ |

V důsledku této kosmologie byl Seveřany božský a lidský svět chápán jako enkláva dobytá silami chaosu a v stálém ohrožením jimi, proti jotunům je nutno se tak trvale bránit.
V dánské kronice Gesta Danorum z 12. století jsou obři prvními obyvateli země, až po nich se objevují menší bytosti, které se díky svým kouzlům vydávali za bohy, tedy Ásové.

### Vztahy s bohy
Do manželství s bohy, konkrétně s Vany, vstoupily dvě jotunky a to Skadi která si vzala Aegiho, a Gerd, která si vzala Freye. Žádnému jotunovi se však navzdory pokusům o únos či jiný způsob získání nepodařilo oženit se s bohyní. Možnou výjimkou je Loki, který bývá řazený k jotunům, a jeho manželkou je Sigyn, která je v Skáldskaparmálu řazena mezi Ásynje – bohyně. Jotuni také hrají prominentní roli v severské představě konce bohů a světa – Ragnaröku. Jmenovitě při něm proti bohům bojují Hrým, Loki a Surt

## Kult
Badateli byla v minulosti existence kultu jotunů zpravidla odmítána a byla jim přiznávána jen spojitost s magií a s modlitbami na ochranu před nimi. Tuto pozici zastával například Jan de Vries, Anne Holtsmark či Andreas Heuslere. Výjimkou byl Karl Weinhold, který však vycházel z neudržitelné představy že jotnar představují starší generaci bohů. Pozdější bádání však považuje tuto otázku za složitější. Kult je v pramenech přiznáván již zmíněné Skadi, která však byla označována též za bohyni. Náznaky kultu lze však najít i u některých dalších jotunů, existuje například zmínka o svatyních Tjaziho, Hyrrokin byla zobrazována na pohřebních monumentech a na Surta byly na Islandu skládány oslavné básně na usmíření.

## Mimo severskou tradici
Tyto bytosti jsou zmiňovány také mimo severský prostor. Thursové jsou například zmiňováni v německém textu Magnificat, patrně z 13. století:
| „ | Bůh rozdělil ďábly a rozmístil je do celého světa. Ve vodě a v horách žijí vodní nymfy a trpaslíci; do lesů a do bažin Bůh poslal elfy, thursy a duchy, kteří za nich nestojí. | “ |

Podle jednoho německého textu z 15. století byli obři stvořeni Bohem, aby chránili trpaslíky před draky. Později však počali trpaslíkům ubližovat, a proto Bůh ještě stvořil hrdiny pomáhající proti obrům.